# ماکس گروندیگ
ماکس گروندیگ (به آلمانی: Max Grundig) (زاده ۷ مه ۱۹۰۸ - درگذشته ۸ دسامبر ۱۹۸۹) کارآفرین، بازرگان و مدیر ارشد اجرایی آلمانی بود، که در سال ۱۹۳۰ شرکت گروندیگ را تأسیس نمود.